# ホレス・スコープ
『ホレス・スコープ』（Horace-Scope）は、アメリカ合衆国のジャズ・ピアニスト、ホレス・シルヴァーが1960年に録音・発表したスタジオ・アルバム。

## 解説
新ドラマーのロイ・ブルックスを迎えた編成で録音された。タイトル曲は、アルバム『ホレス・シルヴァー・トリオ&アート・ブレイキー、サブー』(BLP 1520)収録曲「Horoscope」を改題したリメイクである。「ニカの夢」は、かつてシルヴァーが在籍していたザ・ジャズ・メッセンジャーズが1956年にコロムビア・レコードで録音したアルバム『ザ・ジャズ・メッセンジャーズ』収録曲の再演である。
スティーヴ・ヒューイはオールミュージックにおいて5点満点中4点を付け「傑作である前2作において開拓された、引き締まっており洗練され、かつスウィングしているハード・バップの新たな青写真が、本作でも引き継がれている」「前2作と比べて突出した曲は少なく、"Juicy Lucy"や"Sister Sadie"に匹敵する曲はないかもしれないが、シルヴァーの曲作りは、今回も豊かな旋律で味わい深い」と評している。

## 収録曲
全曲ともホレス・シルヴァー作。
1. ストローリン - "Strollin'" - 5:00
2. ホエア・ユー・アット? - "Where You at?" - 5:39
3. ウィズアウト・ユー - "Without You" - 4:51
4. ホレス・スコープ - "Horace-Scope" - 4:45
5. ヤー! - "Yeah!" - 6:29
6. ミー・アンド・マイ・ベイビー - "Me and My Baby" - 6:00
7. ニカの夢 - "Nica's Dream" - 6:47

## 参加ミュージシャン
- ホレス・シルヴァー - ピアノ
- ブルー・ミッチェル - トランペット
- ジュニア・クック - テナー・サクソフォーン
- ジーン・テイラー - ベース
- ロイ・ブルックス（英語版） - ドラムス